# 异裂风毛菊
异裂风毛菊（学名：Saussurea irregularis）为菊科毛菊属的植物，是中国的特有植物。分布于中国大陆的西藏等地，生长于海拔3,800米的地区，一般生于山坡，目前尚未由人工引种栽培。